# Жовчний міхур
Жо́вчний міху́р[джерело?] (ЖМ, лат. vesica biliaris) — це тонкостінний орган травної системи, що є резервуаром жовчі, яка надходить по загальній печінковій та міхуровій протоках, і виробляється печінкою (вихід жовчі з печінки у цей час заблокований завдяки скороченню м'яза замикача спільної жовчної протоки). Жовчний міхур має форму видовженого мішка, завдовжки 8-12 см, завширшки — 3-5 см і вміщає 40-70 мл жовчі.

## Анатомія
Розрізняють:
- дно ЖМ — найбільш розширена, потовщена, заокруглена частина, спрямована вперед, до нижнього краю печінки, вона дещо висувається з-під цього краю
- тіло ЖМ — має циліндричну форму
- шийка ЖМ — вузька частина міхура, яка поступово переходить в міхурову протоку, яка йде вниз між шарами очеревини, що утворюють печінково-дванадцятипалокишкову зв'язку і, злившись із загальною печінковою протокою, утворює спільну жовчну протоку, яка відкривається на верхівці великого сосочка дванадцятипалої кишки. Вона оточена м'язом-замикачем спільної жовчної протоки, або м'язом Окснера

### Хірургічна анатомія
Під час травлення жовч під певним тиском міхура, що скорочується, витікає з ЖМ по міхуровій протоці у дванадцятипалу кишку. Хірурги виділяють чотири відділи спільної жовчної протоки:
- перший розташований у товщі дванадцятипалокишкової зв'язки над дванадцятипалою кишкою
- другий проходить позаду від верхньої частини дванадцятипалої кишки
- третій проходить через паренхіму головки підшлункової залози
- четвертий розміщений у межах присередньої стінки низхідної частини дванадцятипалої кишки в товщі поздовжньої складки дванадцятипалої кишки і відкривається на великому сосочку дванадцятипалої кишки

Після злиття спільної жовчної протоки з протокою підшлункової залози утворюються розширення — печінково-підшлункова ампула, оточена м'язом — замикачем ампули, який ще називають сфінктером Одді.

## Гістологія
Стінка ЖМ побудована з:
- слизової оболонки — утворює численні складки і крипти. При розтягненні міхура поверхня його слизової оболонки згладжується. Одношаровий призматичний епітелій з облямівкою, який вкриває слизову оболонку, представлений високими призматичними епітеліоцитами з облямівкою, келихоподібними клітинами та базальними холангіоцитами. У власній пластинці слизової оболонки в ділянці шийки міхура залягають кінцеві секреторні відділи альвеолярно-трубчастих залоз. Епітелій слизової оболонки всмоктує воду та інші речовини жовчі, тому міхурова жовч має густішу консистенцію та темніший колір порівняно з тією, що надходить безпосередньо з печінки;
- м'язової оболонки, яка складається із пучків гладеньких міоцитів, які розташовані у вигляді мережі з переважно циркулярною орієнтацією. У ділянці шийки міхура м'язові елементи утворюють сфінктер;
- адвентиційної оболонки, яка побудована зі щільної волокнистої сполучної тканини, в якій міститься багато товстих еластичних волокон. Вона вкриває ЖМ у місці прикріплення його до печінки. зі сторони черевної порожнини ЖМ вкритий серозною оболонкою.